# Tassili
Tassili (berbersky: التاسيلي, anglicky: Tassili n'Ajjer) je pohoří v jihovýchodní části alžírské Sahary. Nachází se asi 1 300 km na jih od hlavního města Alžíru, severovýchodně od pohoří Ahaggar. Jde o částečně vulkanický masív, tvořený krystalickými horninami a prvohorními břidlicemi.
V pohoří se nacházejí světoznámé skalní malby (téměř 15 000) z období neolitu, které znázorňují život zdejších obyvatel (zejména lov zvěře) a ukazují tuto oblast Sahary v době, kdy zde panovalo výrazně vlhčí klima typické pro oblast savan. Soubor skalních maleb na okraji saharské pouště objevil francouzský etnograf a cestovatel Henri Lhote. 
Značná část pohoří je součástí národního parku Tassili n'Ajjer, který byl v roce 1982 vyhlášen součástí světového dědictví UNESCO.

## Fotogalerie

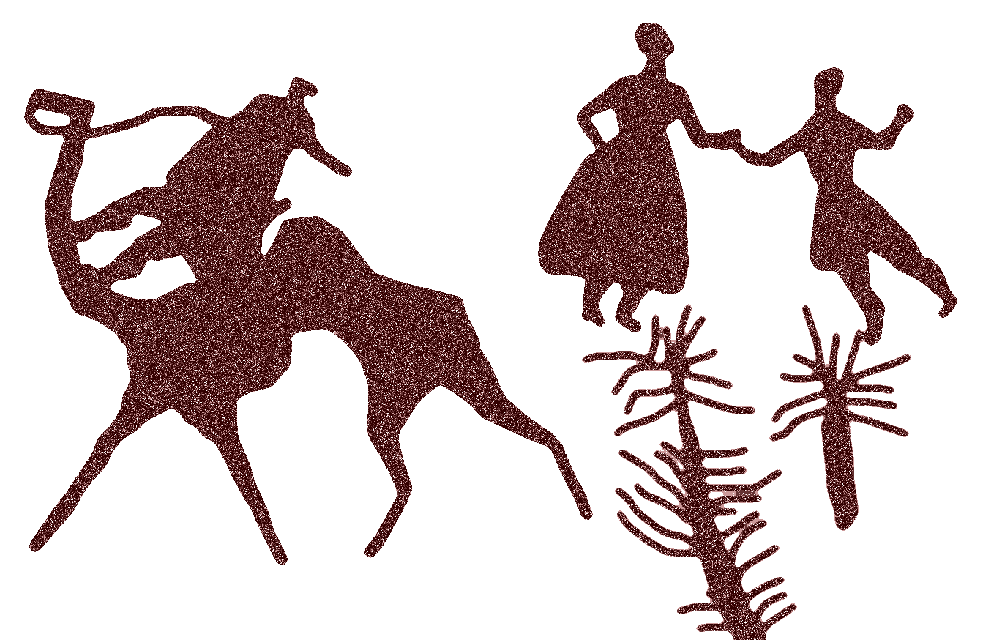
skalní malby
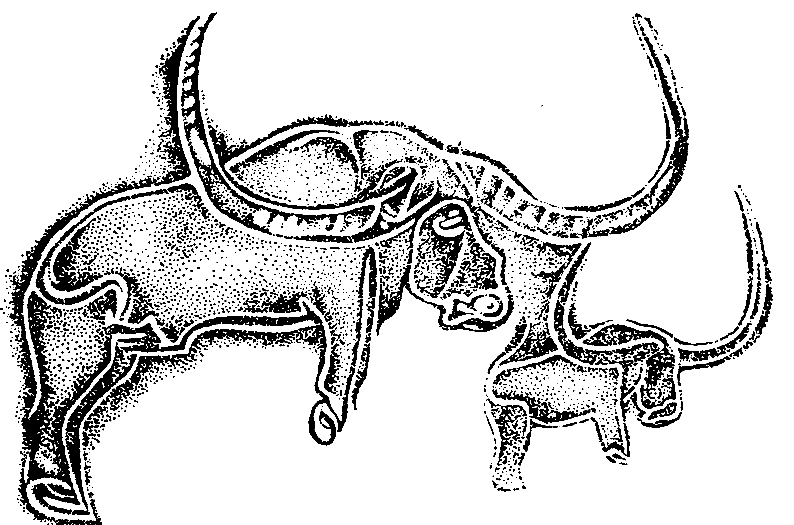
skalní malby
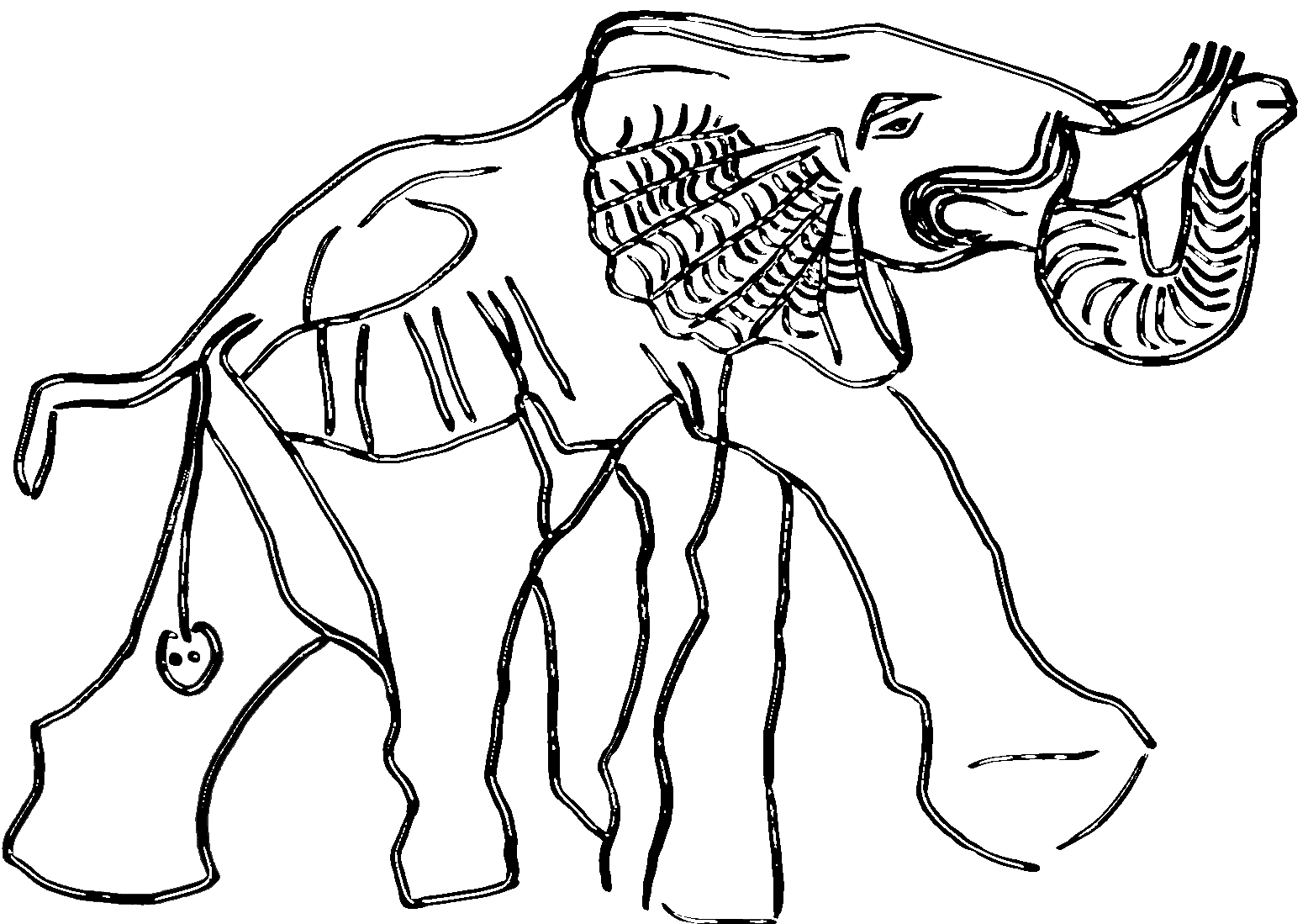
skalní malby
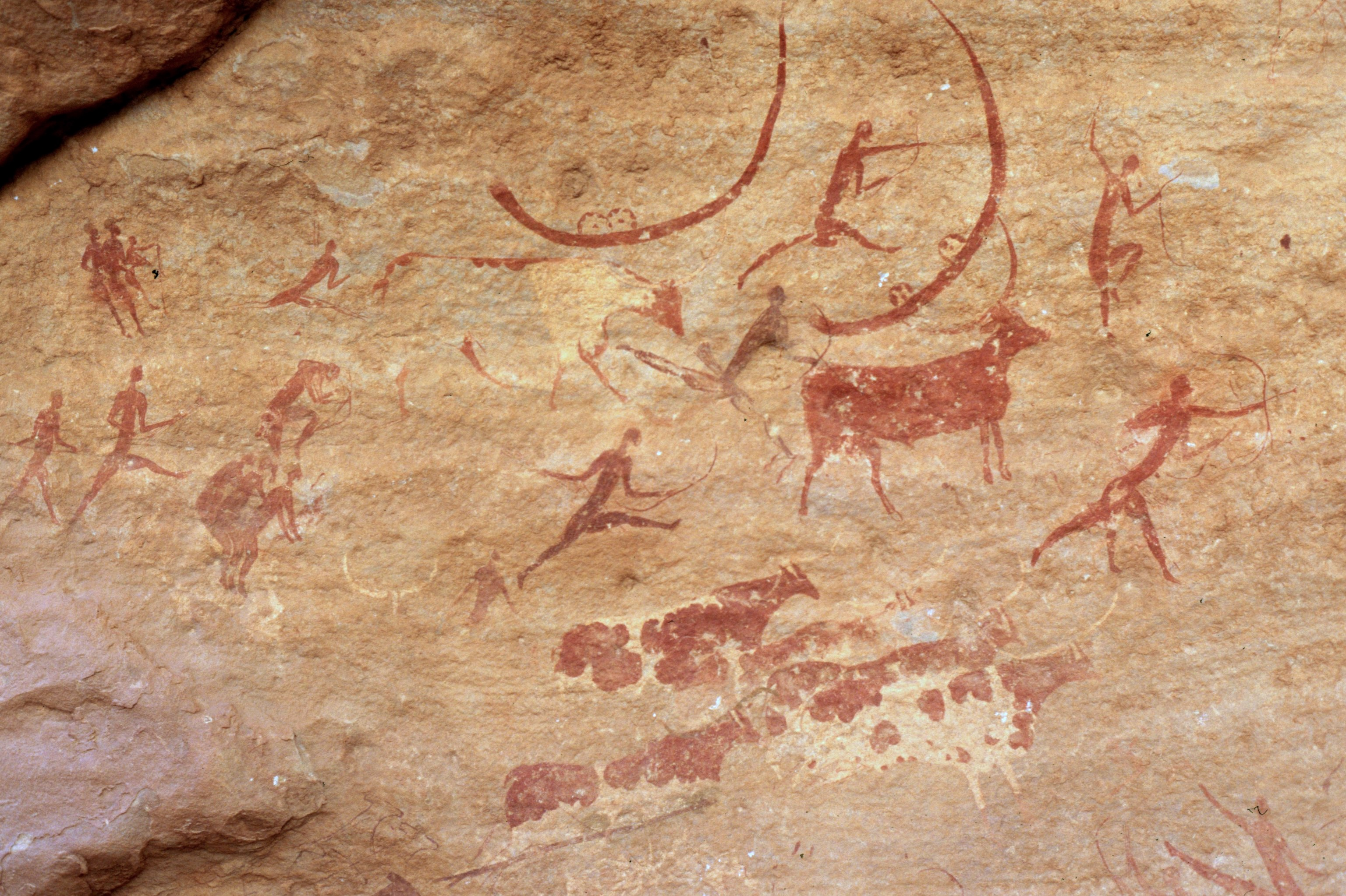
skalní malby
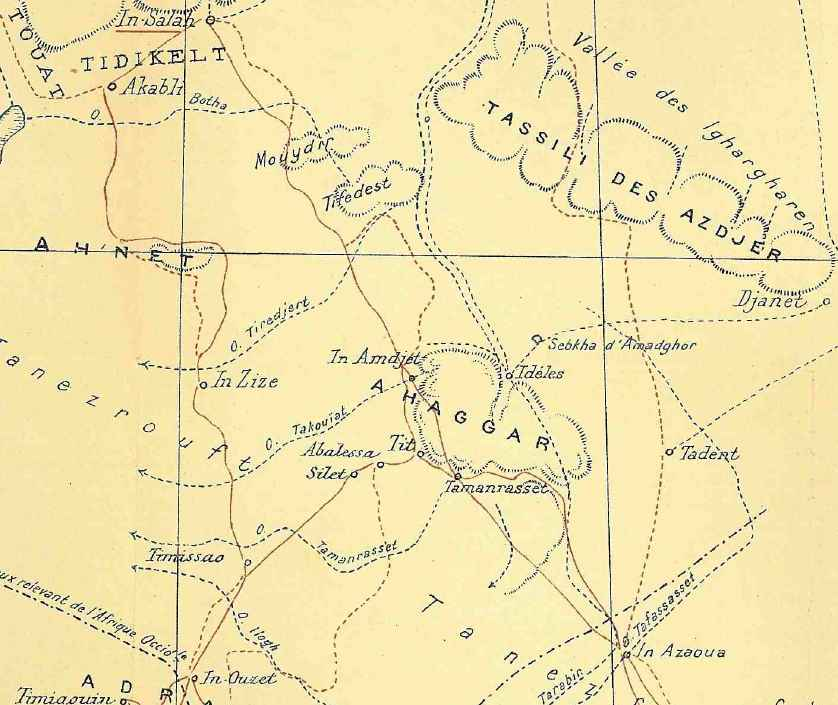
mapa z knihy Six mois chez les touareg du Ahaggar,
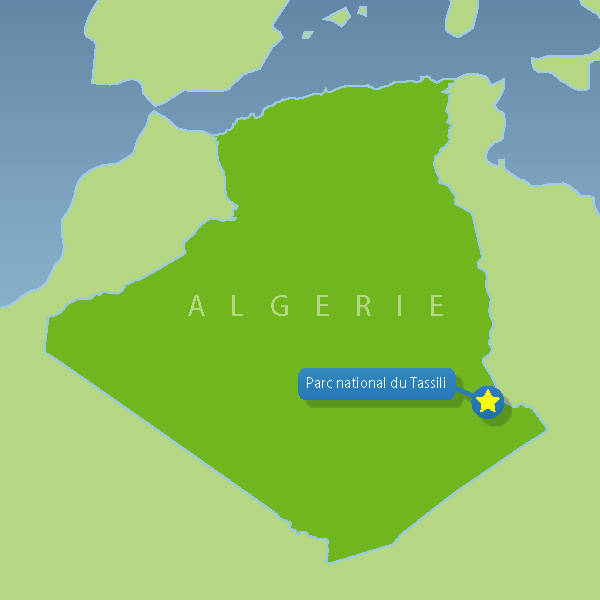
mapa národního parku Tassili n'Ajjer